# 1987–1988-as kupagyőztesek Európa-kupája
A KEK 1987–1988-as szezonja volt a kupa 28. kiírása. A győztes a KV Mechelen lett, miután a döntőben 1–0-ra legyőzte az előző évben győztes AFC Ajax csapatát.

## Selejtező
| 1. csapat    | Össz. | 2. csapat          | 1. mérk. | 2. mérk. |
| ------------ | ----- | ------------------ | -------- | -------- |
| AEL Limassol | 1–6   | FC Dunajská Streda | 0–1      | 1–5      |

## Első forduló
| 1. csapat                | Össz.                 | 2. csapat              | 1. mérk. | 2. mérk.   |
| ------------------------ | --------------------- | ---------------------- | -------- | ---------- |
| KV Mechelen              | 3–0                   | FC Dinamo Bucureşti    | 1–0      | 2–0        |
| St Mirren FC             | 1–0                   | Tromsø                 | 1–0      | 0–0        |
| Real Sociedad            | 2–0                   | Śląsk Wrocław          | 0–0      | 2–0        |
| FK Dinama Minszk         | 4–1                   | Gençlerbirliği         | 2–0      | 2–1        |
| Vitosa Szófia            | 2–3                   | OFI FC                 | 1–0      | 1–3        |
| Merthyr Tydfil FC        | 2–3                   | Atalanta BC            | 2–1      | 0–2        |
| ÍA                       | 0–1                   | Kalmar FF              | 0–0      | 0–1 (h.u.) |
| Sporting CP              | 6–4                   | FC Swarovski Tirol     | 4–0      | 2–4        |
| KS Vllaznia Shkodër      | 6–0                   | Sliema Wanderers FC    | 2–0      | 4–0        |
| RoPS                     | 1–1 (ig.)             | Glentoran FC           | 0–0      | 1–1        |
| 1. FC Lokomotive Leipzig | 0–1                   | Olympique de Marseille | 0–0      | 0–1        |
| Aalborg Boldspilklub     | 1–1 (11-esekkel: 2–4) | HNK Hajduk Split       | 1–0      | 0–1 (h.u.) |
| Újpesti Dózsa            | 2–3                   | FC Den Haag            | 1–0      | 1–3        |
| FC Dunajská Streda       | 3–4                   | BSC Young Boys         | 2–1      | 1–3        |
| FC Avenir Beggen         | 0–8                   | Hamburger SV           | 0–5      | 0–3        |
| AFC Ajax                 | 6–0                   | Dundalk FC             | 4–0      | 2–0        |

## Második forduló
| 1. csapat              | Össz.     | 2. csapat        | 1. mérk. | 2. mérk. |
| ---------------------- | --------- | ---------------- | -------- | -------- |
| KV Mechelen            | 2–0       | St Mirren FC     | 0–0      | 2–0      |
| Real Sociedad          | 1–1 (ig.) | FK Dinama Minszk | 1–1      | 0–0      |
| OFI FC                 | 1–2       | Atalanta BC      | 1–0      | 0–2      |
| Kalmar FF              | 1–5       | Sporting CP      | 1–0      | 0–5      |
| KS Vllaznia Shkodër    | 0–2       | RoPS             | 0–1      | 0–1      |
| Olympique de Marseille | 7–0       | HNK Hajduk Split | 4–0      | 3–0      |
| FC Den Haag            | 2–2 (ig.) | BSC Young Boys   | 2–1      | 0–1      |
| Hamburger SV           | 0–3       | AFC Ajax         | 0–1      | 0–2      |

## Negyeddöntő
| 1. csapat      | Össz. | 2. csapat              | 1. mérk. | 2. mérk. |
| -------------- | ----- | ---------------------- | -------- | -------- |
| KV Mechelen    | 2–1   | FK Dinama Minszk       | 1–0      | 1–1      |
| Atalanta BC    | 3–1   | Sporting CP            | 2–0      | 1–1      |
| RoPS           | 0–4   | Olympique de Marseille | 0–1      | 0–3      |
| BSC Young Boys | 0–2   | AFC Ajax               | 0–1      | 0–1      |

## Elődöntő
| 1. csapat              | Össz. | 2. csapat   | 1. mérk. | 2. mérk. |
| ---------------------- | ----- | ----------- | -------- | -------- |
| KV Mechelen            | 4–2   | Atalanta BC | 2–1      | 2–1      |
| Olympique de Marseille | 2–4   | AFC Ajax    | 0–3      | 2–1      |

## Döntő
| 1988. május 11. 21:15 |

| KV Mechelen  | 1–0   | AFC Ajax |
| ------------ | ----- | -------- |
| den Boer 53' | (0–0) |          |

| Stade de la Meinau, Strasbourg Nézőszám: 39 446 Játékvezető: Dieter Pauly (nyugatnémet) |

| Az 1987–1988-as kupagyőztesek Európa-kupája győztese |
| ---------------------------------------------------- |
| KV Mechelen 1. cím                                   |

## Lásd még
- 1987–1988-as bajnokcsapatok Európa-kupája
- 1987–1988-as UEFA-kupa